# Peru (Pensilvania)
Peru es un área no incorporada ubicada en el condado de Centre en el estado estadounidense de Pensilvania.

## Geografía
Peru se encuentra ubicada en las coordenadas 40°51′17″N 77°46′00″O / 40.85472, -77.76667.